# Макридін Володимир Петрович
Володимир Петрович Макридін (народився 5 травня 1915 у м. Риґа — помер 27 квітня 2001 у м. Москва) — геолог, палеонтолог. Доктор геолого-мінералогічних наук з 1959 р., професор з 1961 р. Заслужений діяч науки і техніки УРСР з 1980 р. Був учасником другої світової війни. Володимир Петрович отримав бойові нагороди: орден Вітчизняної війни ІІ ступеня, дві медалі «За бойові заслуги» та медаль «За перемогу над Німеччиною у Великій Вітчизняній війні 1941—1945», а після війні — ювілейними медалями та медаллю «За трудову доблесть».

## Біографія
По закінченні геологічного факультету Харківського університету імені Максима Горького за спеціальністю «Геологія» у 1946 році на відмінно з червня 1947 року Володимира Петровича було зараховано і якості старшого наукового співробітника до Науково-дослідного інституту геології при ХДУ. У період з 1960 по 1990 роки працював завідувачем кафедри загальної геології і палеонтології.
Коло наукових інтересів включає вивчення безхребетних юрського періоду, палеогеографію та біостратиграфію. Він опрацював нові методики дослідження викопних раковин молюсків і брахіопод за їхньою структурою, мінеральним і хімічним елементарним речовинним складом. Володимир Петрович заснував Харківську наукову школу палеонтологів, яка спеціалізувалася на мезокайнозойських брахіоподах. Організував три Всесоюзні конференції з мезокайнозойських брахіопод у Харкові. Був обраний почесним членом Всесоюзного палеонтологічного і геологічного товариства у 1985 році. Заснував і керував Харківським відділом Всесоюзного і Українського палеонтологічного товариства, був віце-президентом Українського палеонтологічного товариства. Входив до складу укладачів словника-довідника «Палеонтологія и палеоекологія», який надруковано у 1995 році у Москві.
Науково-практичну конференцію, присвячену 100-річчу від дня народження Макридіна Володимира Петровича, було проведено У 2015 у Харківському університеті імені В. Н. Каразіна.

## Джерело
Макаренко Д. Є. Макридін Володимир Петрович // Енциклопедія сучасної України / ред. кол.: І. М. Дзюба [та ін.] ; НАН України, НТШ. — К. : Інститут енциклопедичних досліджень НАН України, 2001–2024. — ISBN 966-02-2074-X.